# Versante Sud delle Dolomiti Feltrine
Versante Sud delle Dolomiti Feltrine este o arie protejată (arie de protecție specială avifaunistică — SPA) din Italia întinsă pe o suprafață de 8.097 ha, integral pe uscat.

## Localizare
Centrul sitului Versante Sud delle Dolomiti Feltrine este situat la coordonatele 46°01′58″N 11°51′22″E / 46.032718°N 11.855995°E.

## Înființare
Situl Versante Sud delle Dolomiti Feltrine a fost declarat arie de protecție specială avifaunistică în august 2003 pentru a proteja 26 de specii de animale.

## Biodiversitate
Situată în ecoregiunea alpină, aria protejată conține 11 habitate naturale: Pajiști uscate seminaturale și facies de acoperire cu tufișuri pe substraturi calcaroase (Festuco-Brometalia) (* situri importante pentru orhidee), Păduri de Castanea sativa, Grohotișuri calcaroase și de șisturi calcaroase de la nivelul montan până la nivelul alpin (Thlaspietea rotundifolii), Pante stâncoase calcaroase cu vegetație casmofită, Liziere de ierburi înalte hidrofile de câmpie și de nivel montan până la alpin, Păduri de fag din Europa Centrală dezvoltate pe sol calcaros cu Cephalanthero-Fagion, Păduri ilirice de Fagus sylvatica (Aremonio-Fagion), Pajiști cu Molinia pe soluri calcaroase, turboase sau argilos-nămoloase (Molinion caeruleae), Păduri pe pante, grohotișuri și ravene de Tilio-Acerion, Păduri ilirice de stejar și carpen (Erythronio-Carpinion), Formațiuni ierboase bogate în specii de Nardus, dezvoltate pe substraturi silicioase în zone montane (și în zone submontane, în Europa continentală).
La baza desemnării sitului se află mai multe specii protejate:
- păsări (24): uliu păsărar (Accipiter nisus), potârnichea de stâncă (Alectoris graeca saxatilis), acvilă de munte (Aquila chrysaetos), Bombycilla garrulus, cocoșul de mesteacăn (Bonasa bonasia), buha (Bubo bubo), caprimulg (Caprimulgus europaeus), șerpar (Circaetus gallicus), erete vânăt (Circus cyaneus), cristeiul de câmp (Crex crex), gușă vânătă (Cyanecula svecica), ciocănitoare neagră (Dryocopus martius), Eudromias morinellus, șoim călător (Falco peregrinus), șoimul rândunelelor (Falco subbuteo), vulturul pleșuv sur (Gyps fulvus), sfrâncioc roșiatic (Lanius collurio), Lyrurus tetrix tetrix, gaia neagră (Milvus migrans), gaia roșie (Milvus milvus), viespar (Pernis apivorus), huhurez mic (Strix aluco),  cocoș de munte (Tetrao urogallus), fluturașul de stâncă (Tichodroma muraria)
- amfibieni (1): izvoraș-cu-burta-galbenă (Bombina variegata)
- nevertebrate (1): rădașcă (Lucanus cervus)

Pe lângă speciile protejate, pe teritoriul sitului au mai fost identificate 7 specii de plante.